# Laureano Oubiña Piñeiro
Laureano Oubiña Piñeiro (Cambados, 1946) és un empresari, contrabandista i narcotraficant gallec. Fou condemnat en tres ocasions per delictes contra la salut pública: El 1990, en el marc del sumari 13/90 (més conegut com a Operació Nécora), fou condemnat a 12 anys de presó per tràfic de tabac. La segona fou de 4 anys de presó per traficar el 1997 amb 6 tones d'haixix des de Galícia fins als Països Baixos. La tercera fou de 6 anys i nou mesos, per dirigir una banda que intentà introduir a Espanya 12,5 tones d'haixix el 1999 en el vaixell Regina Maris. Endemés, el 1994 fou condemnat a 12 anys per blanqueig de diners, però finalment fou absolt i condemnat a 6 anys per delictes fiscals. El 1983 fou detingut per contraban de tabac a Platja d'Aro.
El 10 de febrer de 2014 ingressà un altre cop a la presó per a complir una condemna de 4 anys i 7 mesos que li fou imposada en 2012 però que va recórrer per motius de salut, finalment fou rebutjada i l'Audiència Nacional demanà el seu ingrés a presó. Actualment compleix condemna a la presó d'Alcalá Meco.

## Biografia
Va néixer al barri d'A Modia de Cambados i començà a treballar a una tenda d'ultramarins dels seus pares, i amb 15 anys començà a repartir en furgoneta productes per a firaires ambulants. Amb 17 començà a fer contraban de gasoil i cafè amb el seu oncle, i mesos després fundà la seva pròpia empresa i començà amb el tràfic il·legal de tabac. Treballà de camioner i d'empresari vitivinícola, elaborant albarinyo a les vinyes de Pazo Baión.
Amb 18 anys es casà amb Rosa María Carro Otero, amb la que tindrà vuit fills. El 1983 es va divorciar, deixant-la per Esther Lago, fins aleshores la seva secretària i amb la que va tenir dues filles, i de la que va enviduar el 28 de febrer de 2001 a causa d'un accident de trànsit.

## Relació amb la justícia
El seu advocat és Joaquín Ruiz Giménez Aguilar, i anteriorment fou defensat per Pablo Vioque.
Va estar 13 mesos com a pròfug per tal d'eludir la seva segona condemna, però fou detingut a Grècia l'octubre de 2000. Va estar en el centr penitenciari d'Alcalá-Meco entre tardor de 2000 i el 30 de març de 2004, quan fou traslladat a la presó de Zuera (província de Saragossa), estant inscrit al FIES (fitxer d'interns d'especial seguiment).
El 29 d'abril de 2004 envià una carta manuscrita als diputats del Congrés Joan Puigcercós (ERC), Gaspar Llamazares (Izquierda Unida) i José Antonio Labordeta (Chunta Aragonesista) amb la finalitat de comentar-los alguns punts relacionats amb la seva situació penitenciària, esperançat que des de la seva privilegiada posició, veure si és possible que vostès aportin un gra de sorra millorant amb això tota aquesta crítica situació. La missiva rematava amb l'expressió «¡Visca la III República!».
El 28 de novembre de 2004 s'inicià a Madrid un nou judici per narcotràfic, en el que se li demanava una nova pena de sis anys i nou mesos de presó.
El 2008 estava a la presó de Villena (província d'Alacant), i en juny de 2010 era pendent de ser excarcerat de la presó de Topas (Salamanca) després de complir la seva pena. En setembre de 2011, mentre complia la pena a la presó de Dueñas (Palència), li fou concedit el tercer grau, i fou posat en llibertat el 17 de juliol de 2012. Va tornar a la presó el 10 de febrer de 2014 després de ser desestimats els seus recursos contra la seva condemna per blanqueig de capitals.